# Домашні боги
Домашні боги (англ. Household Gods) — науково-фантастичний роман про подорожі в часі 1999 року, написаний Гаррі Тертлдовом і Джудіт Тарр.

## Короткий зміст сюжету
Історія зосереджується на Ніколь Гюнтер-Перрін, молодому адвокаті з Лос-Анджелеса кінця ХХ століття, яка незадоволена своїм бурхливим життям, яке містить в собі баланс між кар'єрою та матір'ю та стосунками зі своїм колишнім чоловіком-смертником і колегами-сексистами. Вважаючи, що минуле — це кращий час, одного вечора після особливо важкого дня вона тужливо благає табличку з зображенням двох римських богів, Лібера та Прозерпіни, які сприймають це як молитву. Їй невідомо, що меморіальна дошка, яку вона вважає копією туриста, підібраного в Європі під час відпустки під час подорожі кілька років тому, насправді є стародавньою реліквією римської епохи. Наступного ранку вона виявляє, що прокидається в тілі однієї зі своїх давніх предків, яка керувала таверною в ІІ столітті Карнунтум, на території сучасної Австрії.
Загалом, вона з важким шляхом дізнається, що життя в минулому було не зовсім таким, яким вона думала: рабство сприймається як належне, немає прав жінок, немає ефективної медицини чи чистої медичної практики, мало розваг і ніяких тампони. Протягом шести місяців вона змушена переглянути багато своїх давніх сучасних упереджень, у тому числі проти алкоголю та тілесних покарань.
Вона пережила епідемію (Антонінова чума) і німецьке вторгнення, яке є частиною Маркоманських війн. Вона вважає, що раннє християнство було неприємно ревним і апокаліптичним. Зумівши уникнути зґвалтування під час окупації міста німецькими «варварами», вона зазнає жорстокого зґвалтування одним із римських солдатів, які прийшли звільняти місто. Після цього вона обговорює роль уряду та його обов'язки щодо громадян, які зазнали насильства, з римським імператором Марком Аврелієм, який особисто очолював римські війська, що прибули до Карнунту.
Згодом Лібер і Прозерпіна виконують її бажання повернутися додому. Вона прокидається після шестиденної «коми», щоб зрозуміти, що може покращити як своє робоче, так і сімейне життя. Здобуті з працею навички не тільки додали їй більше співчуття та впевненості в собі, але й тепер вона більше цінує життя, яке дозволяють сучасні зручності. Завдяки новому погляду вона може легше й успішніше справлятися зі стресом і труднощами свого існування.

## Критичні відгуки
Джо Волтон зауважила: "«Домашні боги — це добре написана книжка, яка мене завжди дратує… Ніколь Гюнтер-Перрін — юрист із Лос-Анджелеса, і вона найдратівливіша людина, з якою можна прочитати цілу книгу. … у неї була чудова нагода, і вона настільки пасивна та неосвічена, що я хочу вигнати її з дороги, зробити це сама і довести, що жінки можуть бути Мартіном Падвеєм, а не Ніколь Гюнтер-Перрен. (Також, У мене були головні воші. Вони не такі вже й страшні)».